# Svartkronad saltator
Svartkronad saltator (Saltator atriceps) är en fågel i familjen tangaror inom ordningen tättingar. Arten förekommer i Centralamerika, från Mexiko söderut till Panama.

## Utseende
Saltatorer är stora, långstjärtade och långbenta tangaror med kraftiga, finkliknande näbbar där övre näbbhalvan karakteristiskt är något böjd. Svartkronad saltator är med kroppslängden 25,5–28 cm störst av dem alla. Fjäderdräkten varierar geografiskt, men alla har svart eller svart och mörkgrått huvud, ett smalt vitt ögonbrynsstreck och ljus strupe. De flesta har vit strupe, fåglar i sydöstra Mexiko ljust kanelbrun. Ovansidan är olivgrön, liksom stjärten, medan undersidan är grå, dock gulbruna undre stjärttäckare. Vissa har ett brett svart bröstband som skiljer den ljusa strupen från det gråa bröstet, medan hos andra populationer är denna reducerad eller saknas helt.

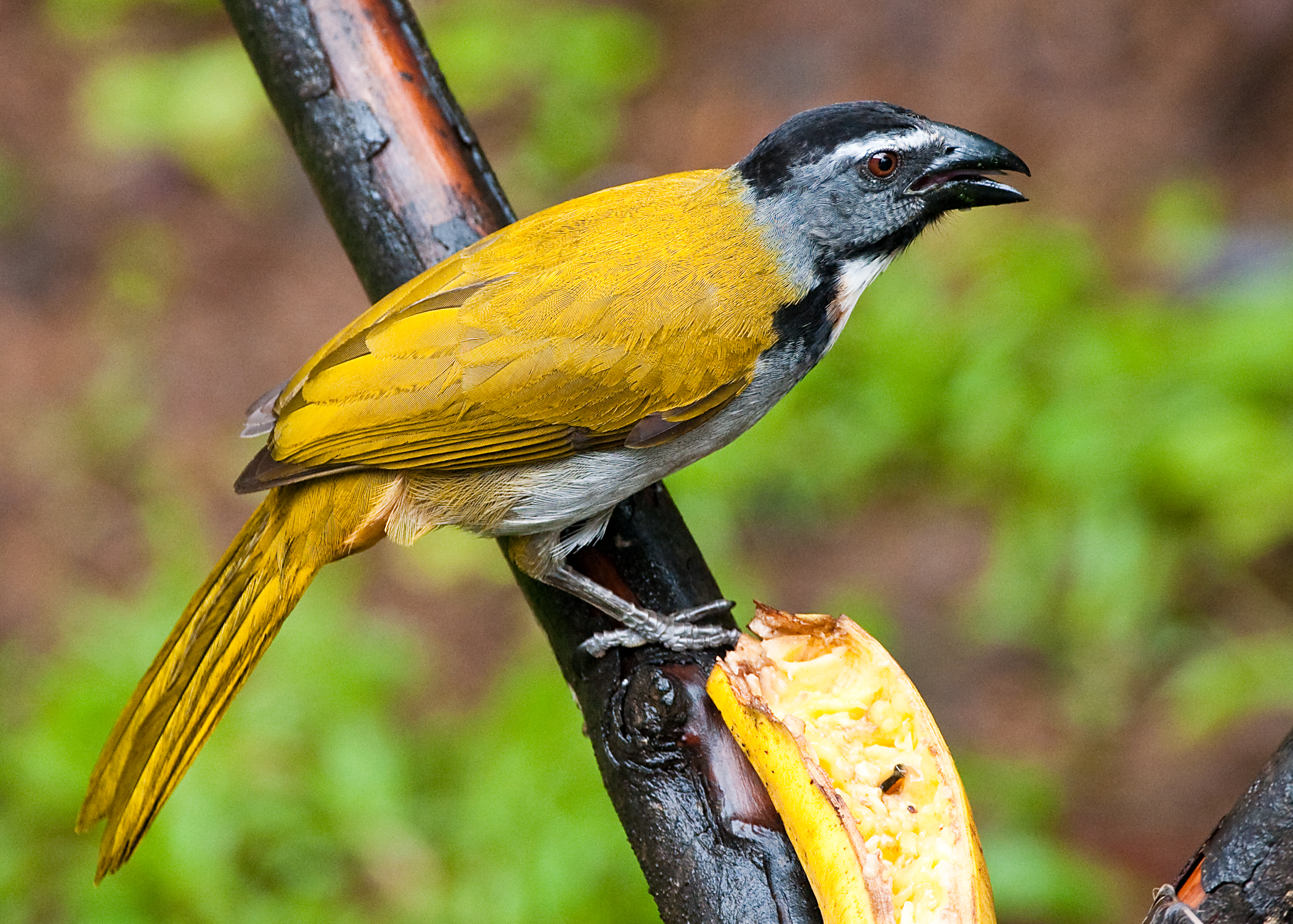

## Utbredning och systematik
Svartkronad saltator delas in i sex underarter med följande utbredning:
- Saltator atriceps atriceps – Karibiska sluttningen från Mexiko till Guatemala och östra Costa Rica
- Saltator atriceps suffuscus – sydöstra Mexiko (Sierra de Tuxtla i sydöstra Veracruz)
- Saltator atriceps flavicrissus – västra Mexiko (central Guerrero)
- Saltator atriceps peeti – Stillahavssluttningen i södra Mexiko (Chiapas och angränsande Oaxaca)
- Saltator atriceps raptor – sydöstra Mexiko (Yucatán, Quintana Roo och Campeche)
- Saltator atriceps lacertosus – västra Costa Rica och östra Panama (till Panamakanalzonen)

### Familjetillhörighet
Tidigare placerades Saltator i familjen kardinaler. DNA-studier visar dock att de tillhör tangarorna.

## Levnadssätt
Svartkronad saltator förekommer framför allt i lågland i olika typer av halvöppna men väl bevuxna områden, inklusive trädgårdar och plantage. Den ses vanligen i familjegrupper som ibland slår följe med artblandade flockar. Arten är skygg och tillbakadragen, men görs sig tillkänna genom sina högljudda läten. Den är en allätare som tar både frukt och insekter.

## Status
Arten har ett stort utbredningsområde och en stor population, men tros minska i antal, dock inte tillräckligt kraftigt för att anses vara hotad. Internationella naturvårdsunionen IUCN listar den som livskraftig (LC). Beståndet uppskattas till i storleksordningen en halv till fem miljoner vuxna individer.